# Nymphaea heudelotii
Nymphaea heudelotii är en näckrosväxtart som beskrevs av Jules Émile Planchon. Nymphaea heudelotii ingår i släktet vita näckrosor, och familjen näckrosväxter. Inga underarter finns listade i Catalogue of Life.